# Oleg Leonidow
Oleg Leonidowicz Leonidow (Szymanski) (ros. Олег Леонидович Леонидов (Шиманский); ur. 15 marca 1893, zm. 17 września 1951) – radziecki prozaik, dramaturg oraz scenarzysta.

## Życiorys
Ukończył studia prawnicze na Uniwersytecie w Moskwie. Karierę literacką zaczął w 1911 roku. W latach 1917–1924 służył w Armii Czerwonej. Od 1926 roku pracował w filmach. Pisał scenariusze także do filmów animowanych. Pracował również jako tłumacz i krytyk literacki. Był wykładowcą WGIKu.

## Wybrane scenariusze filmowe

### Filmy fabularne
- 1927: Człowiek z restauracji
- 1928: Biały orzeł
- 1928: Kukła z milionami
- 1930: Odpust na św. Jorgena
- 1936: Dzieci kapitana Granta
- 1938: Wyspa skarbów

### Filmy animowane
- 1951: Opowieść z tajgi
- 1951: Serce śmiałka
- 1952: Śnieżynka

## Literatura
- Leonidow Oleg, Serce bohatera: Bajka filmowa, przeł. z jęz. ros. Stanisław Strumph-Wojtkiewicz, Warszawa 1954.